# Daniel Curtis Lee
Daniel Roger Curtis Lee (Jackson, Misisipi, 17 de mayo de 1991) es un actor, rapero y cantante estadounidense.

## Carrera
Empezó su carrera como actor a los 10 años. Realizaba producciones y actuaciones teatrales a nivel local, hasta que consiguió dos actuaciones en las películas Friday After Next y The Rising Place, ambas en 2001, también protagonizó un papel estelar en la serie de Nickelodeon Manual de supervivencia escolar de Ned, en la que interpretó el papel de Simon Nelson-Cook, más conocido como Cookie, además del  tema principal se la serie. Apareció como protagonista principal en la serie Zeke and Luther y en varios episodios de ¡Buena suerte, Charlie! y Glee, entre otros. Curtis Lee también ha trabajado en la redacción de guiones, producción y dirección de cortometrajes, entre ellos, Bollywood to Hollywood.
Es miembro de los Caballeros de Hollywood, un equipo de baloncesto de celebridades. Como cantante, ha realizado varias producciones discográficas, entre ellas, una versión de la canción «U Can't Touch This» (del artista MC Hammer) que fue interpretada junto con el actor y rapero Adam Hicks. La canción fue transmitida en Radio Disney's Top 30, en la estación radial de Radio Disney. Con Hicks también interpretó la canción versionada «In The Summertime», la cual llegó a ocupar la posición 14 en el Radio Disney's Top 30 de Radio Disney. Además trabajó junto con su hermano en el álbum Warming, lanzado en 2004. Asimismo, interpretó el tema «We Are The Dream Team» que forma parte de la banda sonora de la película Bring It On: Fight to the Finish. Trabaja como artista de rap y es conocido bajo el pseudónimo Dan rapero-d.
Durante su carrera como actor ha recibido varias nominaciones en los premios Young Artist, también en Los Angeles Film Awards.

## Filmografía

### Película
| Año  | Película                            | Personaje     | Notas             |
| ---- | ----------------------------------- | ------------- | ----------------- |
| 2001 | Friday After Next                   | Bad Boy       |                   |
| 2001 | The Rising Place                    | Estudiante    |                   |
| 2007 | Quiet as Kept                       | El hijo       | Reparto principal |
| 2019 | Evening Installation                | Guy Baker     | Reparto principal |
| 2021 | Bart Bagalzby and the Garbage Genie | Billy Blaster | Reparto principal |
| 2022 | Involuntary                         | Jameson       |                   |

### Televisión
| Año       | Serie                                      | Personaje                   | Notas                                                  |
| --------- | ------------------------------------------ | --------------------------- | ------------------------------------------------------ |
| 2002      | Primer lunes                               | Chico de la esquina         | Episodio Court Date                                    |
| 2003      | The Shield                                 | Cassius                     | Episodio Dead Soldiers                                 |
| 2004–2007 | Manual de supervivencia escolar de Ned     | Simon "Cookie" Nelson-Cook  | Elenco principal, serie de TV Nickelodeon              |
| 2009–2012 | Zeke and Luther                            | Kornelius "Kojo" Jonesworth | Protagonista, serie de TV Disney XD                    |
| 2011      | ¡Buena suerte, Charlie!                    | Raymond "Ray Ray" Blues     | 2 episodios                                            |
| 2011      | Pixie Hollow Games                         | Starter Sparrowman          | Voz                                                    |
| 2012      | Glee                                       | Phillip "Phil" Lipoff       | 4 episodios                                            |
| 2015      | Crazy Ex-Girlfriend                        | Ike the Waiter              | Episodio «Ike the Waiter»                              |
| 2019-21   | 9-1-1                                      | Rude Handler/Wade Weaver    | 2 episodios                                            |
| 2020      | Game On: A Comedy Crossover Event          | Butch                       | Episodio «Family Reunion: Remember the Family's Feud?» |
| 2022      | Navy: Investigación criminal               | SRT #1                      | Episodio «Pledge of Allegiance»                        |
| 2022      | Dahmer – Monster: The Jeffrey Dahmer Story | Police photographer         | Invitado 1 episodio, serie de TV Netflix               |

## Premios y nominaciones
| Año  | Premio                  | Trabajo                                | Categoría                                                                               | Resultado |
| ---- | ----------------------- | -------------------------------------- | --------------------------------------------------------------------------------------- | --------- |
| 2007 | Premios Young Artist    | Manual de supervivencia escolar de Ned | Mejor actuación en una serie de televisión                                              | Nominado  |
| 2010 | Premios Young Artist    | Zeke and Luther                        | Mejor interpretación en serie de televisión (Comedia o Drama) - Actor principal juvenil | Nominado  |
| 2018 | Accolade Competition    | Evening Installation                   | Actor principal                                                                         | Ganador   |
| 2019 | Los Angeles Film Awards | Evening Installation                   | Mejor dúo                                                                               | Ganador   |